# Perwomaiskoje (Kaliningrad, Nesterow)
Perwomaiskoje (russisch Первомайское, deutsch Bareischkehmen, 1938–1945 Baringen) ist eine Siedlung in der russischen Oblast Kaliningrad. Sie gehört zur kommunalen Selbstverwaltungseinheit Stadtkreis Nesterow im Rajon Nesterow.

## Geographische Lage
Perwomaiskoje (der Name kommt in Russland häufig vor, auch in der Oblast Kaliningrad erscheint er mehrfach) liegt zwei Kilometer nordwestlich der Rajonstadt Nesterow (Stallupönen/Ebenrode) an der Regionalstraße 27A-059 (ex R510) von Nesterow über Wyssokoje (Schilleningken/Hainau) nach Dobrowolsk (Pillkallen/Schloßberg). Die nächste Bahnstation ist Nesterow an der Bahnstrecke Kaliningrad–Tschernyschewskoje zur Weiterfahrt nach Litauen (Teilstück der ehemaligen Preußischen Ostbahn).

## Geschichte
Als am 24. Juni 1874 der neuerrichtete Amtsbezirk Drusken (russisch: Bolschoje Saretschnoje, heute nicht mehr existent) gebildet wurde, gehörte Bareischkehmen zu den 19 eingegliederten Landgemeinden bzw. Gutsbezirken. Im Jahre 1910 wurden hier 259 Einwohner gezählt, im Jahre 1933 waren es 412 und 1939 bereits 431.
Am 3. Juni 1938 erhielt Bareischkehmen den neuen Namen „Baringen“. Am 1. Oktober 1938 wurden die beiden Nachbargemeinden Leibgarten (russisch nach 1945 Pobednoje, die Überbleibsel gehören heute (ebenfalls) zu Perwomaiskoje) und Plicken (nicht mehr existent) an Baringen angeschlossen.  Bis 1945 blieb der Ort zum Amtsbezirk Drusken im Landkreis Stallupönen (1938–1945 Ebenrode) im Regierungsbezirk Gumbinnen der preußischen Provinz Ostpreußen zugehörig.
Infolge des Zweiten Weltkrieges kam das Dorf unter sowjetische Verwaltung. Im Jahr 1947 erhielt es den russischen Namen Perwomaiskoje und wurde gleichzeitig dem Dorfsowjet Prigorodny selski Sowet im Rajon Nesterow zugeordnet. Von 2008 bis 2018 gehörte der Ort zur Landgemeinde Prigorodnoje selskoje posselenije und seither zum Stadtkreis Nesterow.

## Kirche
Vor 1945 war Bareischkehmen/Baringen mit seiner überwiegend evangelischen Bevölkerung in das Kirchspiel Stallupönen (1938–1946 Ebenrode) innerhalb des Kirchenkreises Stallupönen in der Kirchenprovinz Ostpreußen der Kirche der Altpreußischen Union eingepfarrt. Letzter deutscher Geistlicher war Pfarrer Oskar Anton. Auch für die katholischen Kirchenglieder lag die Pfarrei in Stallupönen, die zum Bistum Ermland gehörte.
Während der Zeit der Sowjetunion waren kirchliche Aktivitäten nicht erlaubt. In den 1990er Jahren gründet sich im Nachbarort Babuschkino (Groß Degesen) eine evangelische Gemeinde, die sich der neuerrichteten Propstei Kaliningrad in der Evangelisch-Lutherischen Kirche Europäisches Russland (ELKER) anschloss. Das zuständige Pfarramt ist das der Salzburger Kirche in Gussew (Gumbinnen).